# Caudron C.270
Caudron C.270 Luciole ("Firefly") là một loại máy bay huấn luyện, thể thao và du lịch sản xuất tại Pháp trong thập niên 1920, C.270 bắt nguồn từ loại C.230.

## Biến thể
- C.270
  - C.270/1
- C.271
  - C.271/2
- C.272
  - C.272/2
  - C.272/3
  - C.272/4
  - C.272/5
- C.273
- C.274
- C.275
- C.276
  - C.276H
- C.277
  - C.272R
- C.278

## Quốc gia sử dụng
Pháp
- Không quân Pháp

 Cộng hòa Tây Ban Nha
- Không quân Cộng hòa Tây Ban Nha

## Tính năng kỹ chiến thuật (C.272)
Đặc điểm tổng quát
- Kíp lái: 1
- Sức chứa: 1 hành khách
- Chiều dài: 7,67 m (25 ft 2 in)
- Sải cánh: 9,90 m (32 ft 5 in)
- Chiều cao: 2,76 m (9 ft 1 in)
- Diện tích cánh: 24,0 m2 (258 ft2)
- Trọng lượng rỗng: 516 kg (1.138 lb)
- Trọng lượng có tải: 780 kg (1.720 lb)
- Powerplant: 1 × Renault 4Pb, 71 kW (95 hp)

Hiệu suất bay
- Vận tốc cực đại: 158 km/h (98 mph)
- Tầm bay: 500 km (311 dặm)
- Trần bay: 4.000 m (13.120 ft)